# (506163) 2016 EZ204
(506163) 2016 EZ204 es un asteroide que forma parte del cinturón interior de asteroides, más concretamente  al grupo de Hungaria, descubierto el 29 de marzo de 2008 por el equipo del Spacewatch desde el Observatorio Nacional de Kitt Peak, Arizona, Estados Unidos.

## Designación y nombre
Designado provisionalmente como 2016 EZ204.

## Características orbitales
2016 EZ204 está situado a una distancia media del Sol de 1,950 ua, pudiendo alejarse hasta 2,054 ua y acercarse hasta 1,846 ua. Su excentricidad es 0,053 y la inclinación orbital 21,17 grados. Emplea 995,046 días en completar una órbita alrededor del Sol.

## Características físicas
La magnitud absoluta de 2016 EZ204 es 18,5. 